# Beñat Albizuri
Beñat Albizuri Aransolo (Berriz, 17 maggio 1981) è un ex ciclista su strada spagnolo di origine basca, professionista dal 2005 al 2008.

## Carriera
Passato professionista nel 2005 con la squadra spagnola Orbea, si trasferisce all'Euskaltel-Euskadi nel corso della stessa stagione.
Non ha conseguito successi nella propria carriera, terminata alla fine del 2008.

## Piazzamenti

### Grandi giri
- Giro d'Italia

2006: 144º
2007: ritirato